# Верхнеосиновский
Верхнеосиновский — хутор в Суровикинском районе Волгоградской области России. 
Входит в состав Нижнеосиновского сельского поселения.

## География
Протекают две небольших речки.

## Население
| 2010 |
| ---- |
| 141  |

Население хутора в 2002 году составляло 150 человек.